# 物理驗證
物理驗證（英語：Physical Verification, PV）是積體電路設計流程中的一個步驟，執行的時機通常在物理設計之後。物理驗證的內容包括設計規則檢查(DRC)、電路布局驗證(LVS)及ERC等。

## 物理驗證軟體
- IC Validator （页面存档备份，存于），新思科技